# Élise de Vère

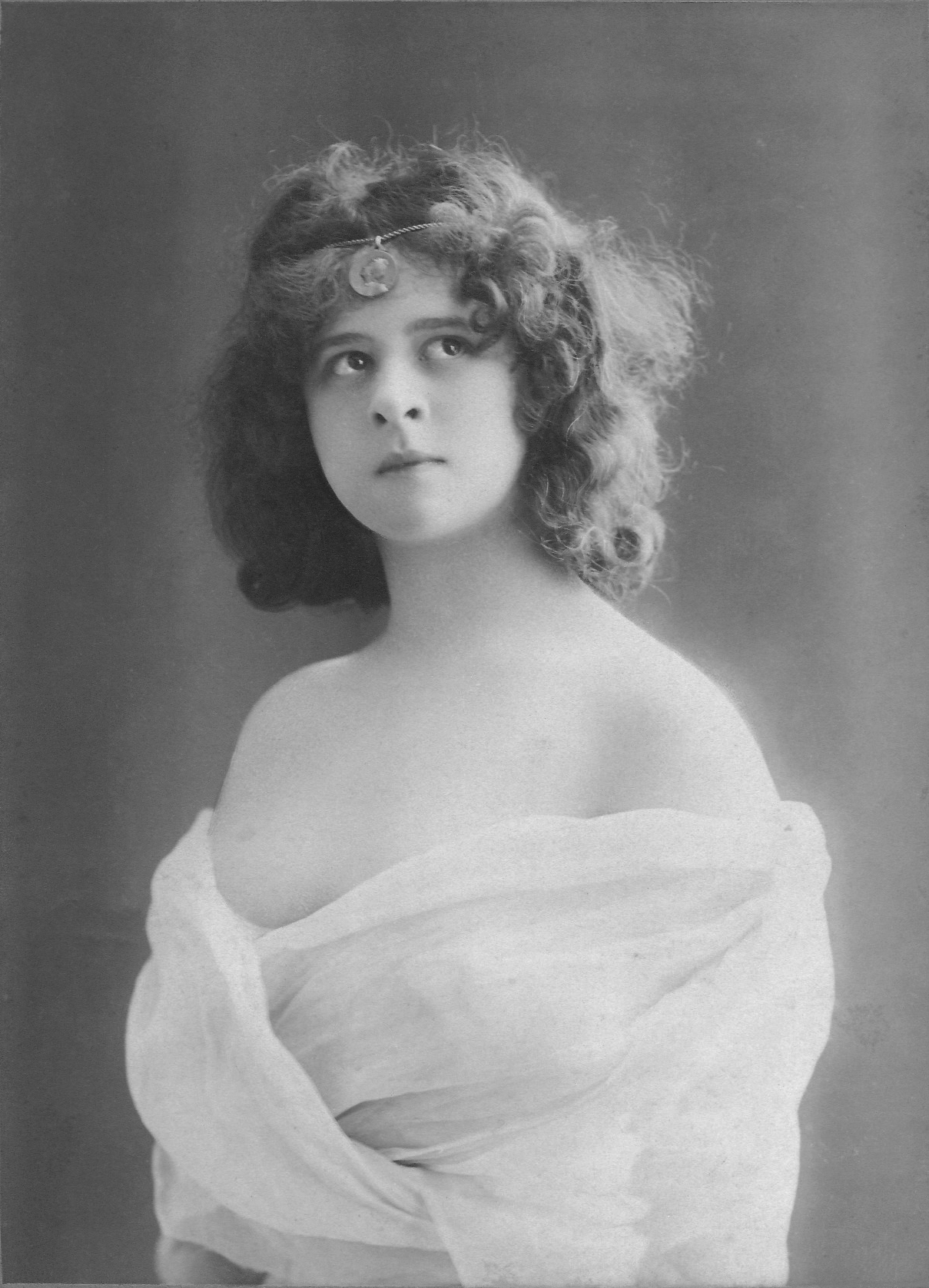
Porträt der Élise de Vère von Léopold-Émile Reutlinger

Constance Élise de Vère (* 1879 in Brüssel, Belgien; † nach 1917) war eine französische Schauspielerin mit englischen Wurzeln.

## Leben
Ihr Vater Herbert Gardiner Shakespeare Williams, der sich auch Charles de Vere oder Charles Devere nannte, verfertigte Gerätschaften für Illusionisten und führte auch eigene Bühnenshows auf. Die Mutter hieß Julia Ferrett; sie trat unter dem Namen „Okita“ auf. Charles de Vere hatte sein Geschäft für Zauberer zunächst in London, zog 1878 nach Brüssel und 1892 nach Paris.
Constance Elise de Vere hatte zahlreiche Geschwister: Claude Williams (* 1874), Caroline Florence de Vere (1875–1901), Cyrille de Vere (* 1881), Camille de Vere (1885–1909), Clairette de Vere (* 1886) und Clémentine Lisine de Vere (1888–1973), die in Shows als „Ionia“ auftrat.
Nicht auszuschließen ist, dass sie in frühen Jahren unter dem Namen „Connie de Vere“ auftrat. Auch die Falschschreibung Elsie de Vere taucht mitunter auf.
Um 1900 war Élise de Vère noch in Paris tätig, wo sie hinter Jeanne Dortzal den zweiten Platz in einem Schönheitswettbewerb im Olympia-Theater gewann. Zahlreiche Aufnahmen, vor allem aus dem Studio Reutlinger, zeigen sie als jungen, attraktiven Bühnenstar. Zeitweise trat sie in Berlin und in Wien auf, 1903 und 1904 war sie in dem Broadway-Stück Red Feather von Florenz Ziegfeld in New York zu sehen. Darin spielte sie die Mademoiselle Fifine. In den USA wurde ihr Name „Elise de Vere“ oder „Elise De Vere“ geschrieben. Als de Vères Wohnsitz galt weiterhin Paris; sie hatte jedoch die britische Staatsbürgerschaft. Bis 1917 blieb sie unverheiratet. Im Dezember dieses Jahres heiratete sie plötzlich und ohne großes Aufhebens in Newark Frank Joseph Goldsoll.

## Chantant-Kaiserinnen
Peter Altenberg erwähnt Élise de Vère in seinem Märchen des Lebens: „Schließlich waren sie ganz betrunken und hielten es für einen ganz passenden Abschluss dieses Liebesabenteuers, ja sogar in jeder Beziehung für den passendsten. Zum Schlusse schrieben sie natürlich eine Ansichtskarte an La Zarina, mit einem Texte, den sie bereits für die Chantant-Kaiserinnen Othérô, Cléo, Billie Burke, Elise de Vère, Minnie Ashley und Mage Lorrison-Osborne verwendet hatten.“